# Vipera shemakhensis
Espèce
Vipera shemakhensis est une espèce de serpents de la famille des Viperidae.

## Répartition
Cette espèce est endémique du Nord-Est de l'Azerbaïdjan.

## Description
C'est un serpent venimeux.

## Étymologie
Le nom de cette espèce, shemakhensis, fait référence à la région où a été découverte cette espèce, le district et la ville de Shemakha.

## Publication originale
- Tuniyev, Orlov, Tuniyev & Kidov, 2013 : On the Taxonomical Status of Steppe Viper from Foothills of the South Macroslope of the East Caucasus. Russian Journal of Herpetology, vol. 20, no 2, p. 129-146.